# Saint-Michel (Pyrénées-Atlantiques)
Saint-Michel (onofficieel ook Saint-Michel-le-Vieux, Baskisch: Eiheralarre) is een plaats in Frankrijk, gelegen in het departement Pyrénées-Atlantiques in de regio Aquitanië. Het is ook gelegen in de traditionele Baskische provincie Neder-Navarra.

## Demografie
Onderstaande figuur toont het verloop van het inwonertal (bron: INSEE-tellingen).

1. ↑  Populations de référence 2022.